# فيلين (أين)
فيلين (بالفرنسية: Feillens)‏ هي بلدية فرنسية تقع في إقليم الأين في فرنسا. رمز إنسي لها هو:1159. أما الرمز البريدي لها فهو: 1570.